# South Twillingate Island
South Twillingate Island är en ö i Kanada.   Den ligger i provinsen Newfoundland och Labrador, i den östra delen av landet, 1 600 km öster om huvudstaden Ottawa. Arean är 31 kvadratkilometer.
Terrängen på South Twillingate Island är platt. Öns högsta punkt är 79 meter över havet. Den sträcker sig 9,3 kilometer i nord-sydlig riktning, och 6,2 kilometer i öst-västlig riktning.
Runt South Twillingate Island är det glesbefolkat, med 13 invånare per kvadratkilometer.